# Kazimierz Leon Sapieha (1609–1656)
Kazimierz Leon Sapieha (syn Lwa) herbu Lis (ur. 15 lipca 1609 w Wilnie, zm. 19 stycznia 1656 w Brześciu) – marszałek sejmu zwyczajnego w Warszawie w 1637 roku, podkanclerzy litewski od 1645, marszałek nadworny litewski od 1637, pisarz wielki litewski i sekretarz królewski od 1631, ekonom brzeski od 1649 roku. 
Był synem Lwa, bratem Jana Stanisława i Krzysztofa Michała.

## Młodość
Po początkowej nauce w domu i Akademii Wileńskiej został wysłany w 1621 wraz z bratem Krzysztofem Michałem na studia zagraniczne, głównie w Monachium i Ingolstadcie. W 1624 brat zachorował na gruźlicę, co spowodowało powrót obu Sapiehów do domu. Po krótkim leczeniu brata ponownie udali się na zachód Europy, tym razem na uniwersytet w Lowanium, gdzie immatrykulował się w 1627. Resztę roku spędzili w Brukseli, po czym przenieśli się do Włoch, studiując w Bolonii (1628) i Padwie (1629). Postępująca choroba brata zmusiła ich w 1629 do powrotu do kraju.

## Kariera
Posłował na sejm 1631, w lipcu tego roku otrzymał tytuł sekretarza królewskiego a 22 września pisarstwo wielkie litewskie. W tymże czasie został zatrudniony przy porządkowaniu archiwum Rzeczypospolitej. Był członkiem konfederacji generalnej zawiązanej 16 lipca 1632 roku. Poseł na sejm konwokacyjny 1632 roku z powiatu słonimskiego. Podpisał pacta conventa Władysława IV Wazy w 1632 roku. Jako poseł na sejm koronacyjny 1633 roku wszedł w skład komisji do wojny z Moskwą i organizacji wojska. Poseł na sejmy ekstraordynaryjne 1635 i 1637 roku. W styczniu 1635 posłował do Moskwy w celu zaprzysiężenia przez cara pokoju w Polanowie. W maju 1637 otrzymał marszałkostwo nadworne litewskie. Poseł na sejm zwyczajny 1637 roku.  6 marca 1645 otrzymał podkanclerstwo litewskie. Posłował na sejm 1647. W 1648 został przez umierającego Władysława IV wyznaczony na jednego z czterech egzekutorów testamentu.
Był członkiem konfederacji generalnej zawiązanej 31 lipca 1648 roku. W czasie elekcji 1648 roku poparł Jana Kazimierza, mimo że wcześniej popierał królewicza Karola Ferdynanda, który zlecił ze swojego ramienia Kazimierzowi Leonowi „rządy” na Litwie podczas bezkrólewia. Podpisał pacta conventa Jana II Kazimierza Wazy w 1648 roku.
W latach 1648–1651 przebywał głównie w otoczeniu króla, biorąc udział w interwencji zbaraskiej, zakończonej ugodą w Zborowie, a także w bitwie pod Beresteczkiem. Cały czas był w konflikcie z Januszem Radziwiłłem, mając nadzieję na uzyskanie buławy wielkiej litewskiej. Uczestniczył w większości sejmów w latach 1652–1655. Zdecydowanie przeciwstawił się ugodzie Janusza Radziwiłła z Karolem X Gustawem. Jesienią 1655 w okolicach Brześcia Litewskiego koordynował działania szlachty uciekającej przed Rosjanami i Szwedami, będąc jednym z pierwszych i głównych ognisk oporu w tamtych rejonach. Jego aktywność malała wraz z pogarszającym się stanem zdrowia, dopiero jednak po klęsce pod Wierzchowiczami w listopadzie 1655 zgodził się formalnie przyjąć protekcję szwedzką. Był uczestnikiem konfederacji tyszowieckiej w 1655 roku. Na początku 1656 otrzymał polecenie od Jana Kazimierza posłowania do cara Aleksego w celu negocjacji pokojowych.
Polecenia tego nie mógł już wypełnić, umierając w Brześciu 19 stycznia 1656 roku.
Został pochowany w ufundowanym przez siebie kościele Kartuzów pw. św. Krzyża w Berezie 6 czerwca 1666 r. Po rozebraniu kościoła jego szczątki w 1869 roku przeniesiono na cmentarz parafialny w Berezie i na grobie wzniesiono obelisk.

## Fundacje
- Kościół i klasztor Bernardynów w Drui
- Kościół p.w. Św.Trójcy i klasztor Bernardynów w Sapierzynie (1640-1646)
- Kościół i klasztor Bernardynek w Grodnie (1648)
- Kościół Wniebowzięcia Najświętszej Maryi Panny w Siemiatyczach
- Klasztor oo Kartuzów w Berezie (1648)
- Kościół i kolegium jezuitów w Brześciu Litewskim (1653)[12]